# Кладбище мух
Кладбище мух (англ. Flies' graveyard, flies' cemetery) — названия, используемые в различных частях Великобритании для сладкой выпечки (слойки, пирожки, кексы) со смородиной или изюмом. Название отсылает к шутке о том, что изюм напоминает мёртвых мух. В Шотландии они известны как мушиные лепёшки, фруктовые слайсы или фруктовые квадраты, а в Северной Ирландии — как смородиновые квадраты. На северо-востоке Англии выпекают мушиные лепёшки или пирог с мухами. В Уэльсе это называется Cacen Pwdin.
Рецепт похож на сладкие пироги минс пай, наполненные смесью сухофруктов и специй, которые традиционно едят в Соединённом Королевстве на Рождество.
Печенье «Гарибальди», содержащее слой раздавленного изюма, в Великобритании широко известно как «раздавленная муха» или печенье «мёртвая муха».